# 国際的な協力の下に規制薬物に係る不正行為を助長する行為等の防止を図るための麻薬及び向精神薬取締法等の特例等に関する法律
国際的な協力の下に規制薬物に係る不正行為を助長する行為等の防止を図るための麻薬及び向精神薬取締法等の特例等に関する法律（こくさいてきなきょうりょくのもとにきせいやくぶつにかかるふせいこういをじょちょうするこういとうのぼうしをはかるためのまやくおよびこうせいしんやくとりしまりほうとうのとくれいとうにかんするほうりつ、平成3年10月5日法律第94号）は、麻薬・覚醒剤等の取締りに関する法律で、麻薬及び向精神薬取締法に対する特別法である。通称は麻薬特例法。

## 所管官庁
主所管
- 法務省刑事局刑事課[2]
- 厚生労働省医薬局監視指導・麻薬対策課 - 麻薬及び向精神薬取締法、大麻草の栽培の規制に関する法律、覚醒剤取締法、あへん法の本来の主務官庁

共同所管
- 出入国在留管理庁出入国管理部出入国管理課 - 第3条（上陸の手続きの特例）の実務を担当
- 財務省関税局監視課 - 第4条（税関手続きの特例）の実務を担当

## 概要
麻薬及び向精神薬の不正取引の防止に関する国際連合条約、いわゆる麻薬新条約の締結に伴う日本国内の法律の整備として立法された。
関係する薬物規制法律に特例または必要な事項を定めるための法律である。関係する薬物規制法律とは、麻薬及び向精神薬取締法（昭和28年法律第14号）、大麻草の栽培の規制に関する法律（昭和23年法律第124号）、あへん法（昭和29年法律第71号）及び覚醒剤取締法（昭和26年法律第252号）の薬物四法とその他の関係法律である。
本法の趣旨は、「薬物犯罪による薬物犯罪収益等をはく奪すること等により、規制薬物に係る不正行為が行われる主要な要因を国際的な協力の下に除去することの重要性にかんがみ、並びに規制薬物に係る不正行為を助長する行為等の防止を図り、及びこれに関する国際約束の適確な実施を確保する」ことにある（1条）。
従来の国内法に見られない特色として、本法は第11条により無体物である薬物犯罪収益等の没収を可能にしたこと、および第3条において上陸の手続の特例を設けるとともに、第4条において税関手続の特例を設けて、貨物に規制薬物が隠匿されていることが判明した場合に税関職員の没収義務を解除して輸出入を許可し、その後の追跡捜査（泳がせ捜査と呼ばれる）を可能ならしめたことがあげられる。

## 構成
- 第1章 総則（第1条・第2条）
- 第2章 上陸の手続の特例等（第3条・第4条）
- 第3章 罰則（第5条 - 第15条）
- 第4章 没収に関する手続等の特例（第16条 - 第18条）
- 第5章 保全手続（第19条・第20条）
- 第6章 没収及び追徴の裁判の執行及び保全についての国際共助手続等（第21条 - 第23条）
- 第7章 雑則（第24条・第25条）
- 附則